# I vandrarens spår - live
I vandrarens spår - live, VHS med musikgruppen Nordman släppt år 1996. Innehåller både dokumentär, del av konsert och musikvideor.
Innehåll:
1. Dokumentär
2. Del av konsert från Nordmans vårturné den 14 april 1996 på Cirkus i Stockholm.
  - Det sista du ser
  - Förlist
  - Fick jag leva igen
  - I midsommartid
  - Ännu glöder solen
  - Vill ha mer
  - Under norrskenet
  - Be mig
  - Vandraren
  - Stormens öga
3. Video: Det sista du ser

Som kuriosa kan nämnas att till videon medföljde en live-singel med fyra låtar som endast släpptes i samband med denna video.